# إدواردو ميلو
إدواردو واندرلي ميلو (بالإنجليزية: Eduardo Wanderley Melo)، ولد في 6 مارس 1997 في ريو دي جانيرو، هو ممثل برازيلي. اشتهر بلعب فيكتور في تجريب المنزل الكامل (2013) و باولينيو في أفلام الساقين في الهواء 2 (2012) و الساقين في الهواء 3 (2019).

## روابط خارجية
- إدواردو ميلو على موقع IMDb (الإنجليزية)
- إدواردو ميلو على موقع قاعدة بيانات الفيلم (الإنجليزية)